# سیارک ۲۴۰۶
سیارک ۲۴۰۶ (به انگلیسی: 2406 Orelskaya، نامگذاری:1966QG) دو هزار و چهارصد و ششمین سیارک کشف شده‌است که در ۲۰ اوت ۱۹۶۶ کشف شد.
قدر مطلق سیارک برابر ۱۳٫۵۰ است.